# Disney Noël
Disney Noël est le nom de plusieurs émissions de télévisions francophones ayant pour thème Disney et diffusées à la période de Noël.
Il y a eu au moins une émission chaque année entre 1990 et 1998.
- Disney Noël (1993)

En 2009, l'émission diffusée sur M6 et présentée par Valérie Damidot était intitulée Disney Party, en attendant le Père Noël.